# Leopold von Hauer
Leopold Freiherr von Hauer (Budimpešta, 26. siječnja 1854. – Budimpešta, 3. svibnja 1933.) je bio austrougarski general i vojni zapovjednik. Tijekom Prvog svjetskog rata zapovijedao je 9. konjičkom divizijom i Konjičkim korpusom Hauer na Istočnom bojištu.

## Vojna karijera
Leopold von Hauer je rođen 26. siječnja 1854. u Budimpešti. Potječe iz stare plemićke i vojničke obitelji. Njegovi preci istaknuli su se u borbama prilikom druge turske opsade Beča (1683.), kao i u Ratu za španjolsku baštinu (1701. – 1714.). Sin je Stephana, inače načelnika odjela pri ministarstvu unutarnjih poslova, i Antonie Welsersheimp. S 10 godina počinje vojno školovanje u kadetskoj školi u Marburgu. Školovanje nastavlja u Terezijanskoj vojnoj akademiji koju završava s odličnim uspjehom, nakon čega od kolovoza 1872. služi u 11. husarskoj pukovniji. Nakon završetka škole, 1875. godine odlazi na imanje vojvotkinje Elisabeth gdje je mentor mladom nadvojvodi Eugenu. Godine 1879. vraća se na službu u 11. husarsku pukovniju s time da je u međuvremenu, u svibnju 1877., promaknut u čin natporučnika. Godine 1883. pohađa Vojni konjički institut, nakon čega je u siječnju 1889. unaprijeđen u čin konjičkog satnika. Od 1892. ponovno obnaša dvorske dužnosti ovaj put kod nadvojvotkinje Stephanie, udovice nasljednika austrougarskog prijestolja nadvojvode Rudolfa. Nakon tri godine dvorske službe, 1895. godine, premješten je u 5. husarsku pukovniju. U međuvremenu je, u studenom 1894., promaknut u čin bojnika. U kolovozu 1896. imenovan je ravnateljem Konjičkog kadetskog instituta u Mährisch-Weisskirchenu tijekom koje službe je u svibnju 1897. unaprijeđen u čin potpukovnika. 
U ožujku 1900. imenovan je zapovjednikom 16. husarske pukovnije, te je ubrzo u svibnju te iste godine primio promaknuće u čin pukovnika. Navedenom pukovnijom zapovijedao je idućih šest godina, da bi u listopadu 1906. postao zapovjednikom 13. konjičke brigade. Odmah idući mjesec promaknut je i u čin general bojnika. Potom u srpnju 1907. preuzima zapovjedništvo nad 4. konjičkom brigadom smještenom u Budimpešti, dok je u studenom 1910. promaknut u čin podmaršala. Idući mjesec, u prosincu 1910., imenovan je glavnim konjičkim inspektorom Honveda, mađarske komponente austrougarske vojske. Idućih godina na tom mjestu pokušava podići stupanj obučenosti konjičkih časnika u mađarskim teritorijalnim snagama.

## Prvi svjetski rat
Na početku Prvog svjetskog rata Hauer je imenovan zapovjednikom 9. konjičke divizije koja se nalazila u sastavu 1. armije kojom je zapovijedao Viktor Dankl. U sastavu navedene armije sudjeluje u Bitci kod Krasnika. Nakon toga sudjeluje i u Bitci kod Komarowa u kojoj njegova konjička divizija štiti povlačenje Grupe Petera Ferdinanda. U listopadu imenovan je zapovjednikom Konjičkog korpusa Hauer u koji, osim 9. konjičke, ulazi i 2. konjička divizija. Zapovijedajući korpusom sudjeluje u borbama oko Ivangoroda, te Bitci kod Limanowe-Lapanowa. Početkom siječnja 1915. Konjički korpus Hauer je raspušten tako da je Hauer nastavio zapovijedati samo 9. konjičkom divizijom. U veljači je promaknut u čin generala konjice. 
Tijekom ofenzive Gorlice-Tarnow Hauer prelazi Vislu, te prodire sve do Rosbacha. U rujnu 1915. ponovno je formiran Konjički korpus Hauer koji ulazi u sastav Grupe armija Linsingen. Hauer sa svojim konjičkim korpusom štiti komunikacije između rijeka Styr i Stochod, nakon čega je bojište od studenog, pa do proljeća relativno mirovalo.
U lipnju 1916. Hauer sudjeluje u zaustavljanju Brusilovljeve ofenzive koja je prijetila probojem bojišta. Korpus sudjeluje u teškim borbama duž rijeke Stochod u kojem korpus, a posebice Poljska legija, koja se nalazila u sastavu korpusa, pretrpjela teške gubitke. U iznenadnom napadu krajem ožujka i početkom travnja 1917. Hauer uspijeva zauzeti ruski mostobran kod Tobola za što je i odlikovan. U kolovozu 1917. je promaknut u čin general pukovnika. Nakon ruske revolucije nastupilo je zatišje na Istočnom bojištu, te je Konjički korpus Hauer u listopadu 1917. rasformiran. Hauer je poslan na dopust, ali više nije bilo potreba za konjičkim zapovjednikom njegova čina tako da je u lipnju 1918. umirovljen.

## Poslije rata
Nakon završetka rata i raspada dvojne monarhije Hauer je nastavio živjeti u Budimpešti, te je postao mađarski građanin. U Budimpešti je i preminuo 3. svibnja 1933. u 79. godini života. Bio je oženjen dva puta. S prvom suprugom Elisabeth Fiano sklopio je brak 1900. godine. Nakon što je ista preminula 1911., drugi puta je brak sklopio u studenom 1921. s Karolinom Kubinyi von Felsö-Kubin.

## Vanjske poveznice
(eng.) Leopold von Hauer na stranici Austro-Hungarian-Army.co.uk

(eng.) Leopold von Hauer na stranici Oocities.org

(rus.) Leopold von Hauer na stranici Hrono.ru

(češ.) Leopold von Hauer na stranici Valka.cz